# Koszenie

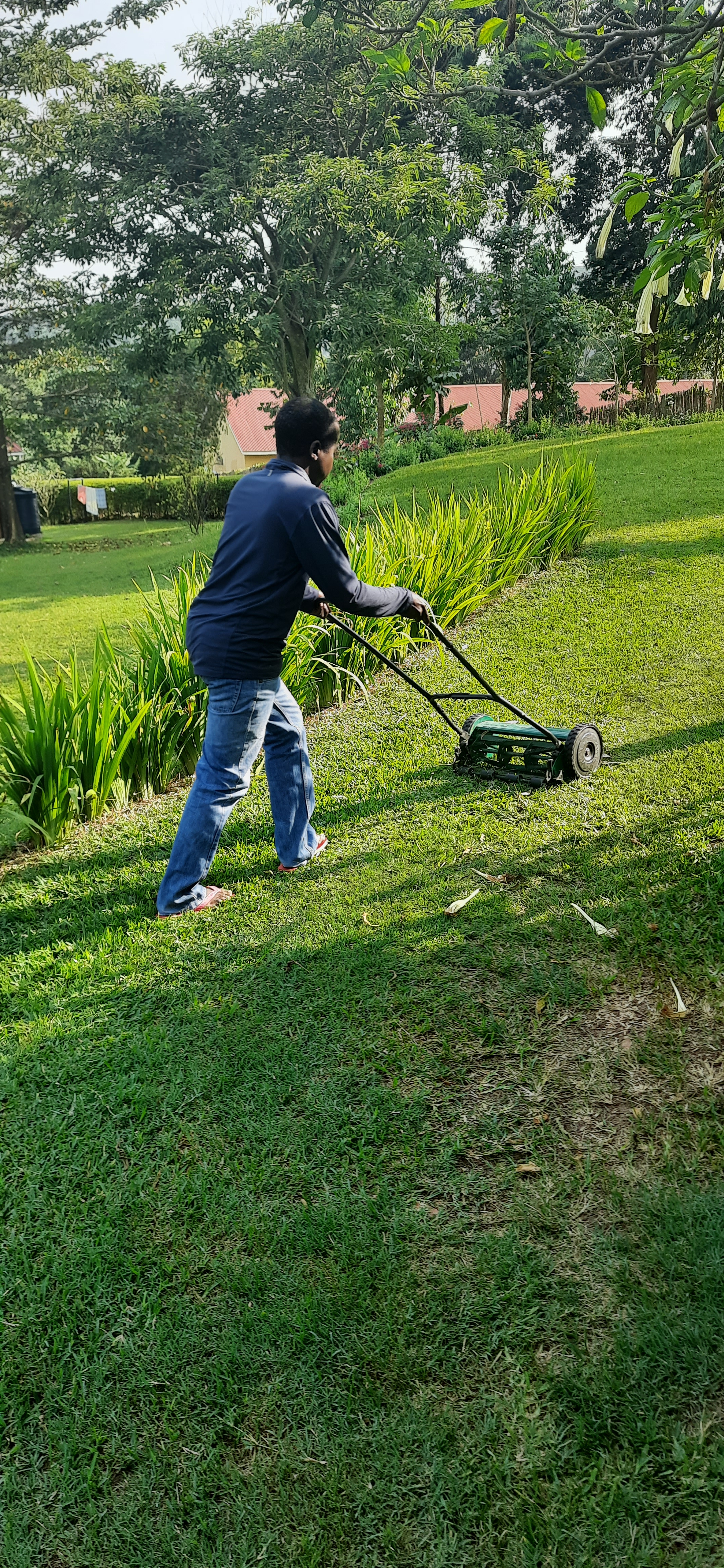
Koszenie trawnika za pomocą kosiarki mechanicznej

Koszenie, żęcie – ścinanie roślin dawniej ręcznie z pomocą m.in. sierpa, kosy lub współcześnie maszynowo z wykorzystaniem różnego typu kombajnów oraz kosiarek.
Ręczne koszenie łanu zboża przez kosiarza z pomocą kosy odbywało się metodą: „na pokos” oraz” na ścianę”.